# Poulier

Les trois baies de la Somme, de l'Authie et de la Canche avec le poulier au sud et musoir au nord.

Un poulier est une flèche littorale principalement constituée de galets formée par l'accumulation des matériaux déplacés par les courants de dérive littorale.. Le poulier, saillant sur le profil de la côte, se forme en bordure d'une baie ou d'un estuaire dont il tend à resserrer l'ouverture. Son extrémité est arrondie en forme de crochet par les courants marins qui le longent. Le poulier ne se produit que d'un côté de la baie ; le côté opposé, le musoir, se trouvant creusé par ces mêmes courants et l'action des vagues.
Ce terme, d'origine picarde, vient de boulier (accumulation de boules, ou galets). C'est Abel Briquet qui l'a introduit dans le vocabulaire géomorphologique (« Le Littoral du nord de la France », 1930).
On trouve des exemples de pouliers et de musoirs dans la baie de Somme et dans celles de la Canche et de l'Authie.

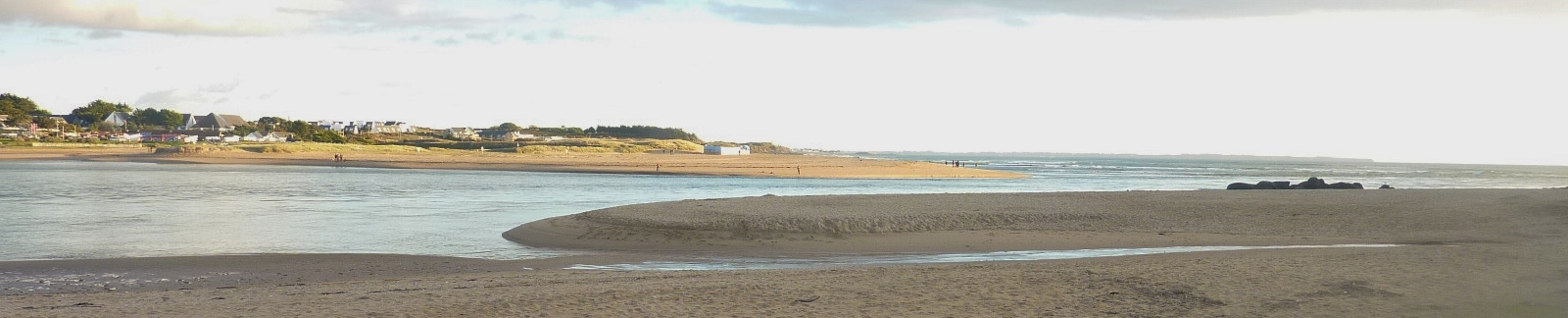
Le poulier de l'estuaire de la Laïta, vu du Pouldu
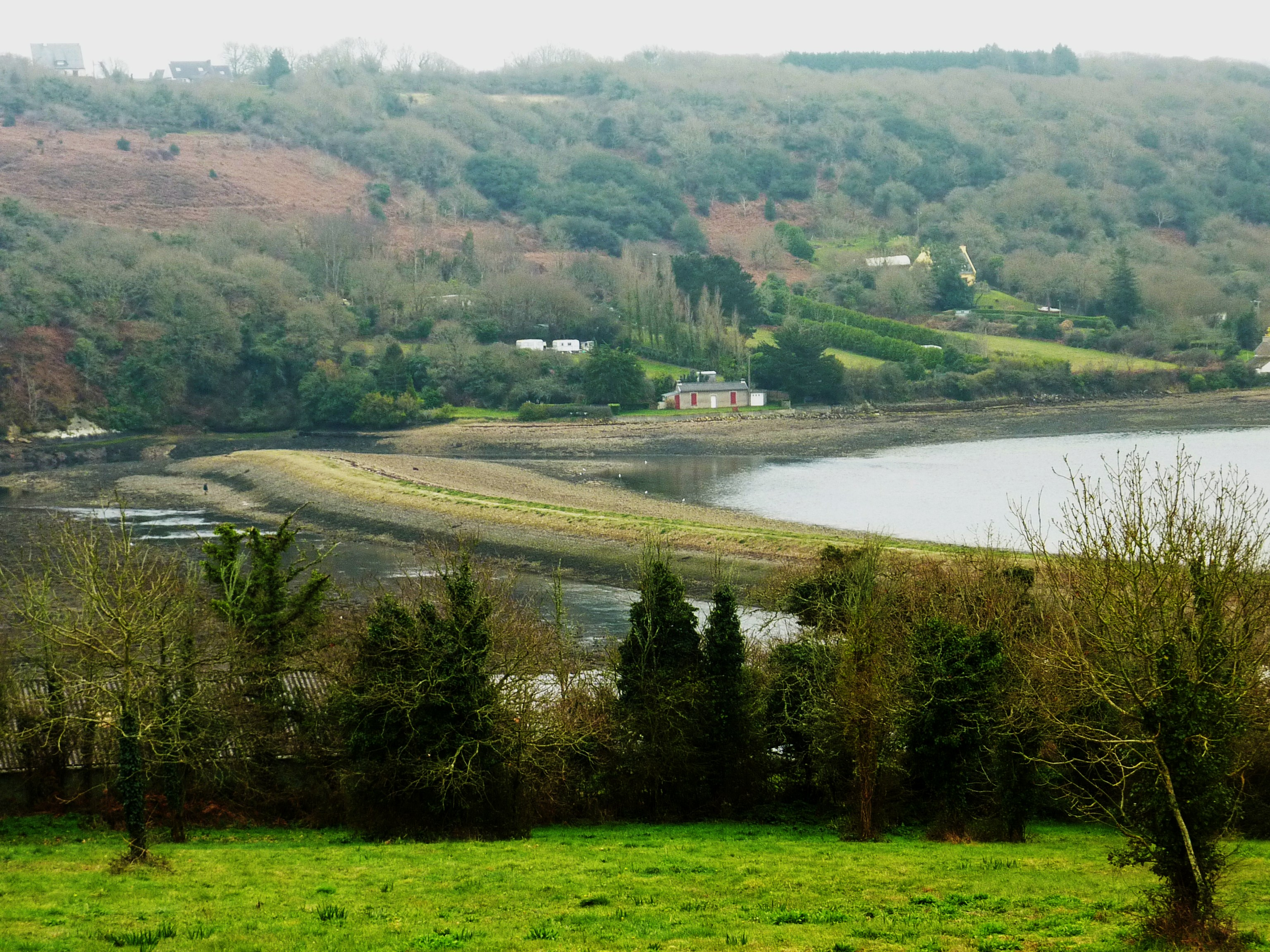
Le poulier de l'anse de Lauberlac'h à Plougastel-Daoulas